# Nowa Dąbrowa (województwo pomorskie)
Nowa Dąbrowa (kaszb. Nowô Dãbrowa, niem. Neu Damerow) – wieś w Polsce położona w województwie pomorskim, w powiecie słupskim, w gminie Potęgowo. Na północ od wsi znajduje się skrzyżowanie drogi krajowej nr 6 z drogą wojewódzką nr 211.
W latach 1975–1998 miejscowość położona była w województwie słupskim.
Inne miejscowości o nazwie Dąbrowa: Nowa Dąbrowa, Stara Dąbrowa, Dąbrowa (strony ujednoznaczniające), Dąbrowy, Dąbrowice, Dąbrówka, Dąbrówki, Dąbrówno